# Paul Gerber (Handballtrainer)
Paul Gerber (* 3. November 1900 in Bern; † 24. Juni 1941 ebenda) war ein Feldhandballspieler, Schiedsrichter, Funktionär und der Trainer der Schweizer Männer-Feldhandballnationalmannschaft an den Weltmeisterschaften 1938 in Berlin.

## Leben
Paul Gerber trat im April 1918 dem ST Bern bei. Er war ein prominenter Vertreter der Leichtathletik und Förderer des Korbballspieles. Im Korbball war er zudem Schiedsrichter. 1929 bekam er die Ehrenmitgliedschaft des ST Bern. Am 17. Oktober 1933 eröffnete er das Sporthaus «Bigler & Gerber» mit Hans Gerber.
1923 wurde die Vereinigung leichtathletischer Turner des Kantons Bern gegründet, bei der er von Anfang an dabei war. Er war Präsident dieser Vereinigung von 1926 bis 1927. 1931 wurde er Ehrenmitglied des Kantonalen Leichtathletenverbandes, der neue Namen der Vereinigung. Als der Eidgenössische Leichtathletikverband gegründet wurde, war er von Beginn an in dessen technischem Komitee. Er trat 1936 aus diesem aus, um sich voll auf den Handball zu konzentrieren. 
Zwischen mindestens 1933 und 1935 spielte er für den ST Bern Handball. 1936 war er Pfleger/Masseur und Betreuer der «Nati» an den Olympischen Sommerspielen. Zudem war er Ersatzspieler. Er spielte aber nie ein Spiel für die Nationalmannschaft.
Paul Gerber war Trainer der Feldhandballnationalmannschaft an der WM 1938. Das Kader der Mannschaft gab zu reden, da einige neue Spieler aus Bern und Basel, anstelle von Zürchern, gegenüber der Olympiamannschaft 1936 hinzukamen. Es wurde behauptet, dies liege daran, dass Gerber Berner sei und sein Kollege Emil Horle Basler. Zudem war er Handballschiedsrichter.
Gerber war Instruktor im SC Bern und Schweizer Eishockeyverband.
Er war Gefreiter in der Schweren Feldhaubitz-Park-Kompanie 172.